# إيسا هاتشينسون
وليام إيسا هاتشينسون الثاني (بالإنجليزية: William Asa Hutchinson II) هو سياسي أمريكي من الحزب الجمهوري الأمريكي ولد في يوم 3 ديسمبر 1950 في بلدة بنتونفيل في أركنساس في الولايات المتحدة، تم انتخابه في سنة 2014 ليشغل منصب محافظ ولاية أركنساس ليكون المحافظ ال46 لها، كما شغل في السابق منصب مدير مكافحة المخدرات من سنة 2001 إلى سنة 2003 وخدم أيضاً كنائب في مجلس النواب الأمريكي من سنة 1997 إلى سنة 2001، يعتبر هاتشينسون من أبرز معارضي الهجرة وبعد هجمات باريس 2015 أعلن معارضته لجلب اللاجئين السوريين إلى الولايات المتحدة.